# Michel Adélaïde
 (novembre 2019).
Améliorez-le ou discutez des points à vérifier. 
Pour les articles homonymes, voir Adélaïde.
Michel Adélaïde (né à Saint-Denis de La Réunion en 1938 et mort à Juvignac en 1989) était un chanteur de séga connu de l'île de La Réunion, département d'outre-mer français dans le sud-ouest de l'océan Indien.

## Biographie
Considéré comme un artiste faisant partie du patrimoine musical et culturel de La Réunion, il a chanté dans le Club Rythmique dans les années 1970, à l'époque où les orchestres de bal sillonnaient les salles.
Enregistré sur disques 45 tours et 33 tours, il est connu comme l'interprète de Compère chinois (composée par Fred Espel) ou encore Mon pied d'riz, son plus grand succès, dont la musique a été composée par un autre grand nom de la musique réunionnaise, Rolland Raëlison.
Il décède brutalement dans un accident de voiture le 30 janvier 1989 à Juvignac.

## Discographie
- Ségas de la Réunion
- Mon pied d'riz
- L'île de la Réunion en ségas

## Hommage
La médiathèque de Saint-Gilles les Bains, rénovée en 2018, porte son nom. Une salle consacrée à la M.A.O. (musique assistée par ordinateur) est décorée d'une fresque à son effigie.